# Centris gavisa
Centris gavisa là một loài Hymenoptera trong họ Apidae. Loài này được Snelling mô tả khoa học năm 1988.